# Cecil Forsyth
Cecil Forsyth, né le 30 novembre 1870 à Greenwich et mort le 7 décembre 1941 à New York, est un musicologue, altiste et compositeur britannique.

## Biographie
Cecil Forsyth étudie à l'université d'Édimbourg et au Royal College of Music (avec Charles Villiers Stanford et Hubert Parry), et joue du violon dans divers orchestres londoniens. On compte parmi ses compositions le Concerto pour violon en sol mineur (dont la première a lieu aux Proms en 1903 avec Émile Férir en soliste et qui a été enregistré en 2004 par Lawrence Power pour Hyperion), les opéras Westward Ho! et Cinderella, la ballade chorale Tinker, Tailor, et un morceau pour violon et piano intitulé Chanson celtique. 
Cecil Forsyth est l'auteur de livres de musicologie comme Music and Nationalism: A Study of English Opera (1911), Choral Orchestration (1920), A History of Music (1916, avec Stanford) et A Digest of Music History (1923).
Forsyth est connu pour son Orchestration publiée en 1914 et revue en 1935. Dover publie une édition révisée en 1983 avec un nouvel avant-propos du compositeur William Bolcom qui loue le travail de Forsyth en particulier sur sa vision de la culture instrumentale et son esprit. Le chef d'orchestre Adrian Boult rapporte dans Adrian Boult on Music comment Forsyth a pu conseiller Ralph Vaughan Williams  à propos de l'orchestration  de sa Symphonie n° 2.